# Objet hadéocroiseur
 (signalé en juillet 2025).
Si vous disposez d'ouvrages ou d'articles de référence ou si vous connaissez des sites web de qualité traitant du thème abordé ici, merci de compléter l'article en donnant les références utiles à sa vérifiabilité et en les liant à la section « Notes et références ».
- Archive Wikiwix
- Bing
- Cairn
- DuckDuckGo
- E. Universalis
- Gallica
- Google
- G. Books
- G. News
- G. Scholar
- Persée
- Qwant
- (zh) Baidu
- (ru) Yandex
- (wd) trouver des œuvres sur Wikidata

Un objet hadéocroiseur est une planète mineure dont l'orbite croise celle de Pluton. Ces hadéocroiseurs sont parfois énormes, aussi gros voire plus gros que Pluton lui-même.
Leur orbite étant excentrique, elle se modifie à l'approche d'autres astéroïdes.
En 2004, de nombreux hadéocroiseurs sont connus, le plus gros étant (50000) Quaoar. La « dixième planète » depuis classée planète naine, Éris, de taille similaire à Pluton, fut découverte en 2005 et croise également l'orbite de Pluton. 
La planète Neptune croise aussi l'orbite de Pluton, donc elle est de fait aussi un objet hadéocroiseur ; cependant la formulation est généralement renversée car la planète est beaucoup plus importante que la planète naine, et on parle plutôt de Pluton comme objet poséidocroiseur que de Neptune comme hadéocroiseur, bien que les deux soient corrects.
Il y a plusieurs types d'objets qui peuvent être des objets hadéocroiseurs : il y a les centaures, qui se situent entre l'orbite de Jupiter et de Neptune, les plutinos, qui ont des orbites plus ou moins similaires à celle de Pluton, les cubewanos qui ont une orbite un peu différente des Plutinos et les objets épars qui ont des orbites très excentriques qui s'éloignent souvent très loin du Soleil.
| Nom            | Taille (km) | Localisation       |
| -------------- | ----------- | ------------------ |
| (50000) Quaoar | 1170        | Ceinture de Kuiper |
| (5145) Pholos  | 190         | Centaure           |
| (136199) Éris  | 2326        | Objet épars        |
| (8405) Asbolos | 66          | Centaure           |
| (20000) Varuna | 1000        | Ceinture de Kuiper |
| (28978) Ixion  | 760         | Ceinture de Kuiper |

Ce schéma montre que l'orbite de Pluton est excentrique ce qui l'approche de l'orbite d'autres corps célestes :